# Sporrhagtorn
Sporrhagtorn (Crataegus crus-galli) är en rosväxtart som beskrevs av Carl von Linné. Sporrhagtorn ingår i Hagtornssläktet som ingår i familjen rosväxter. Utöver nominatformen finns också underarten C. c. regalis.

## Bildgalleri

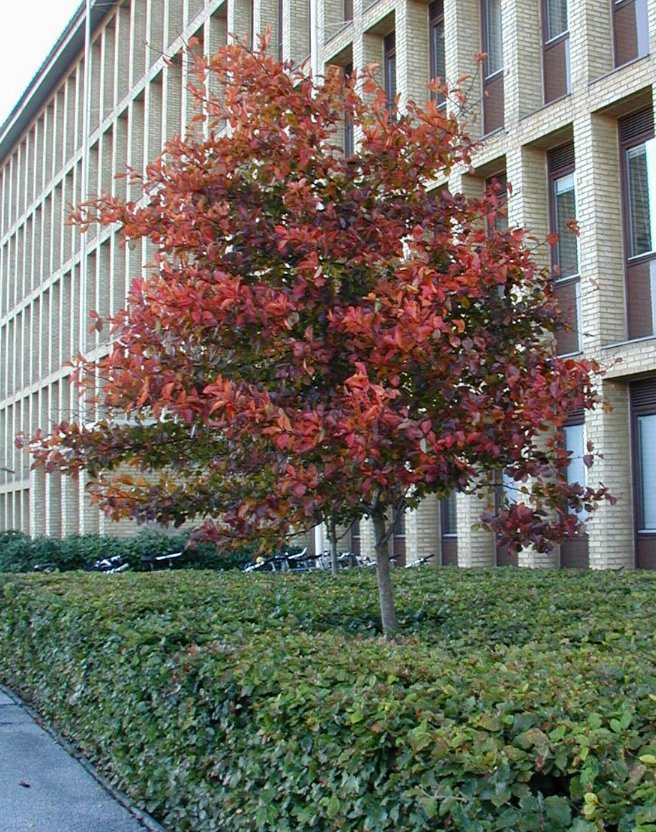
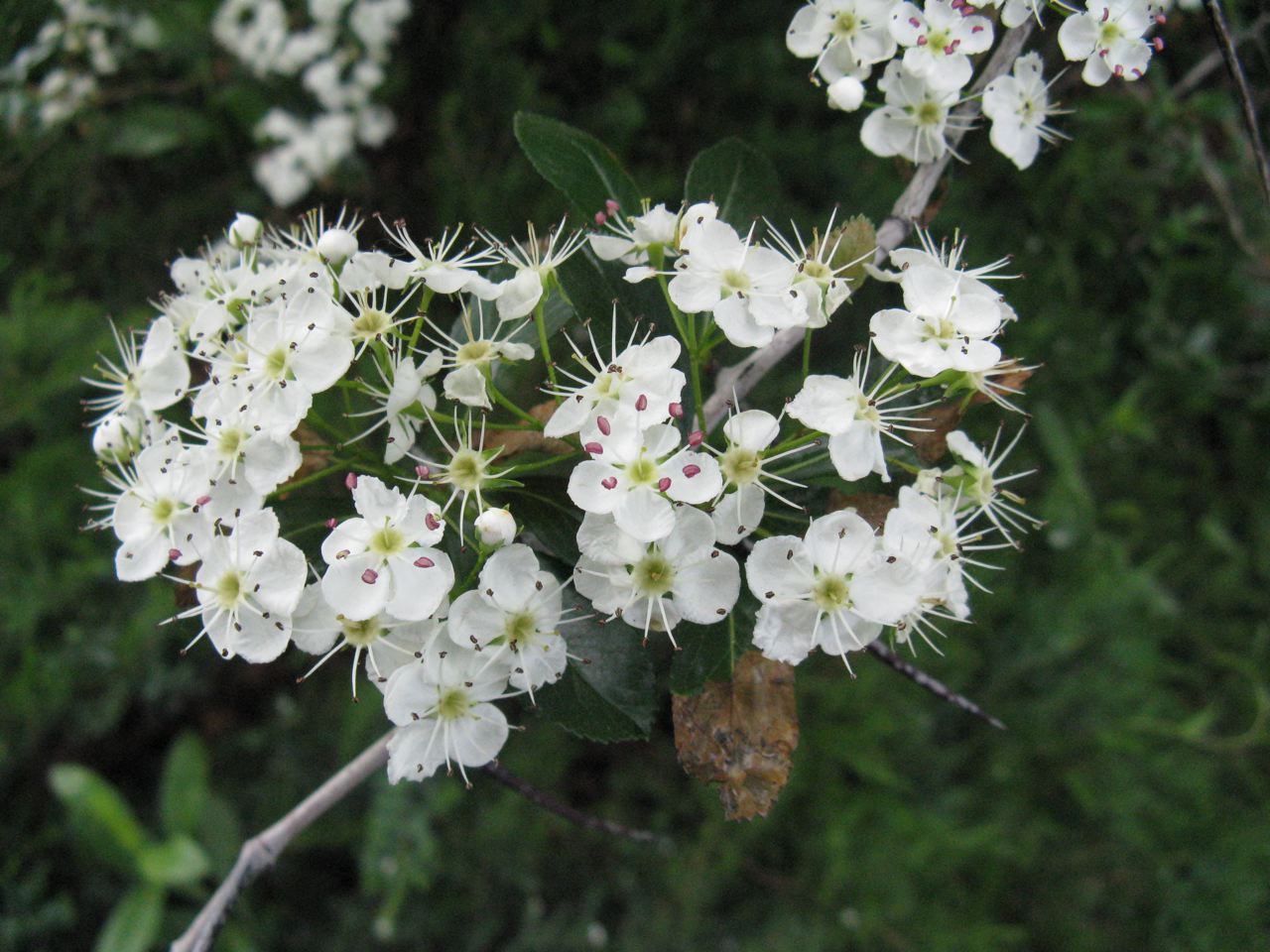
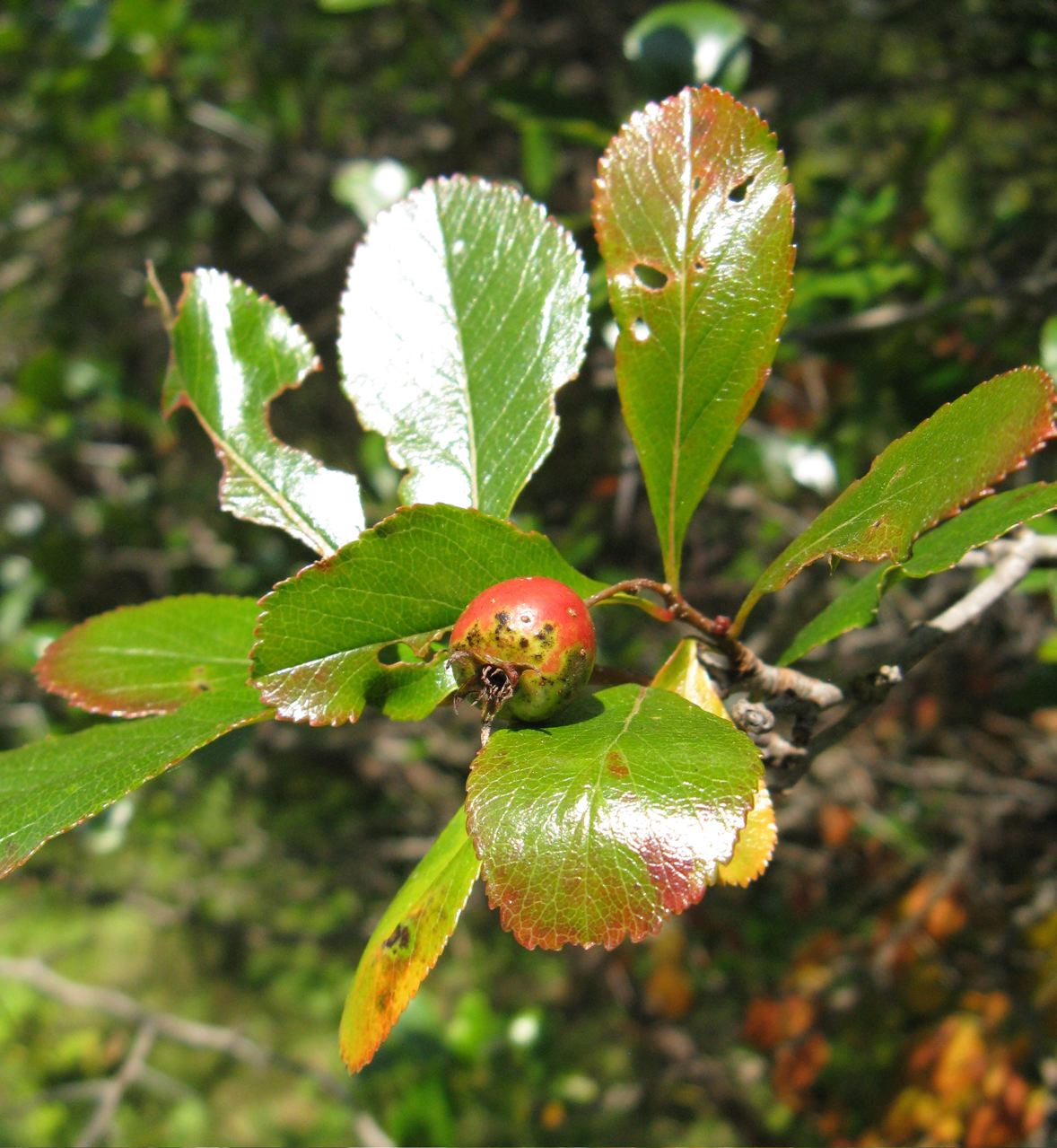
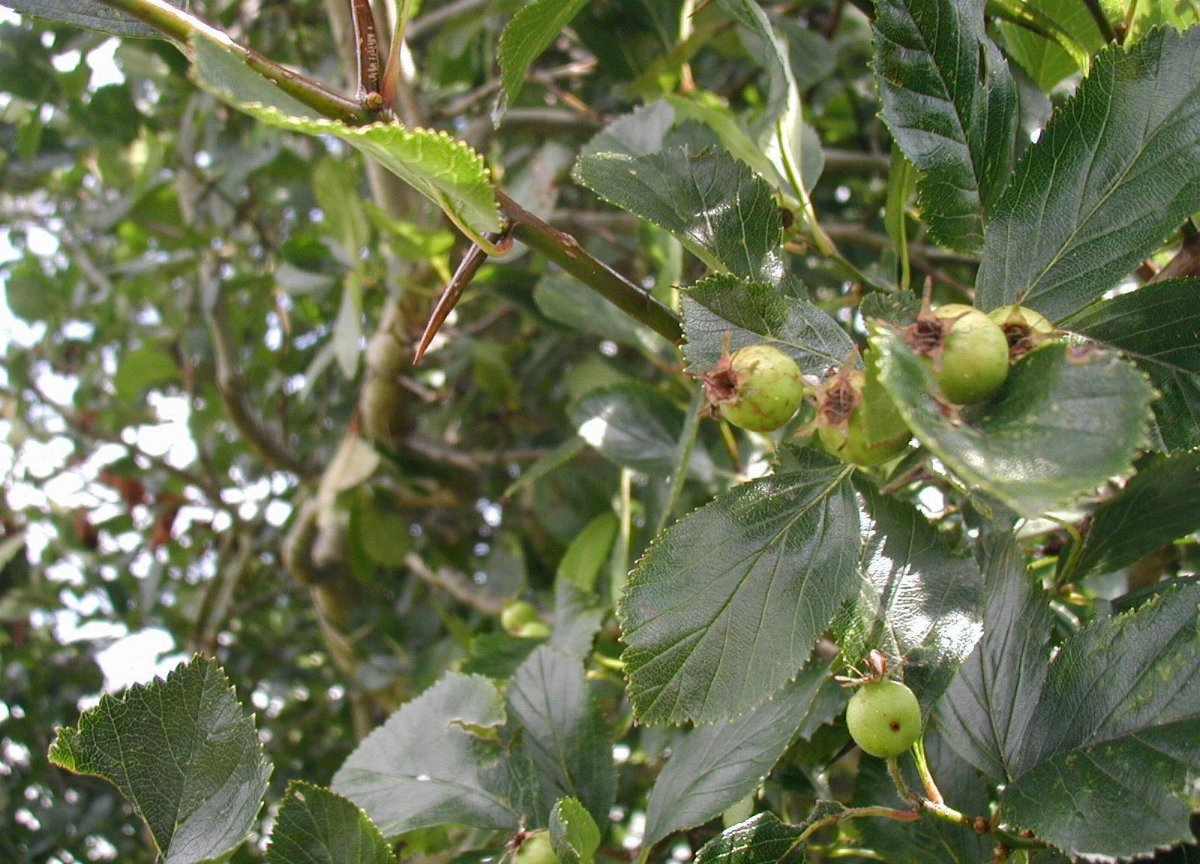
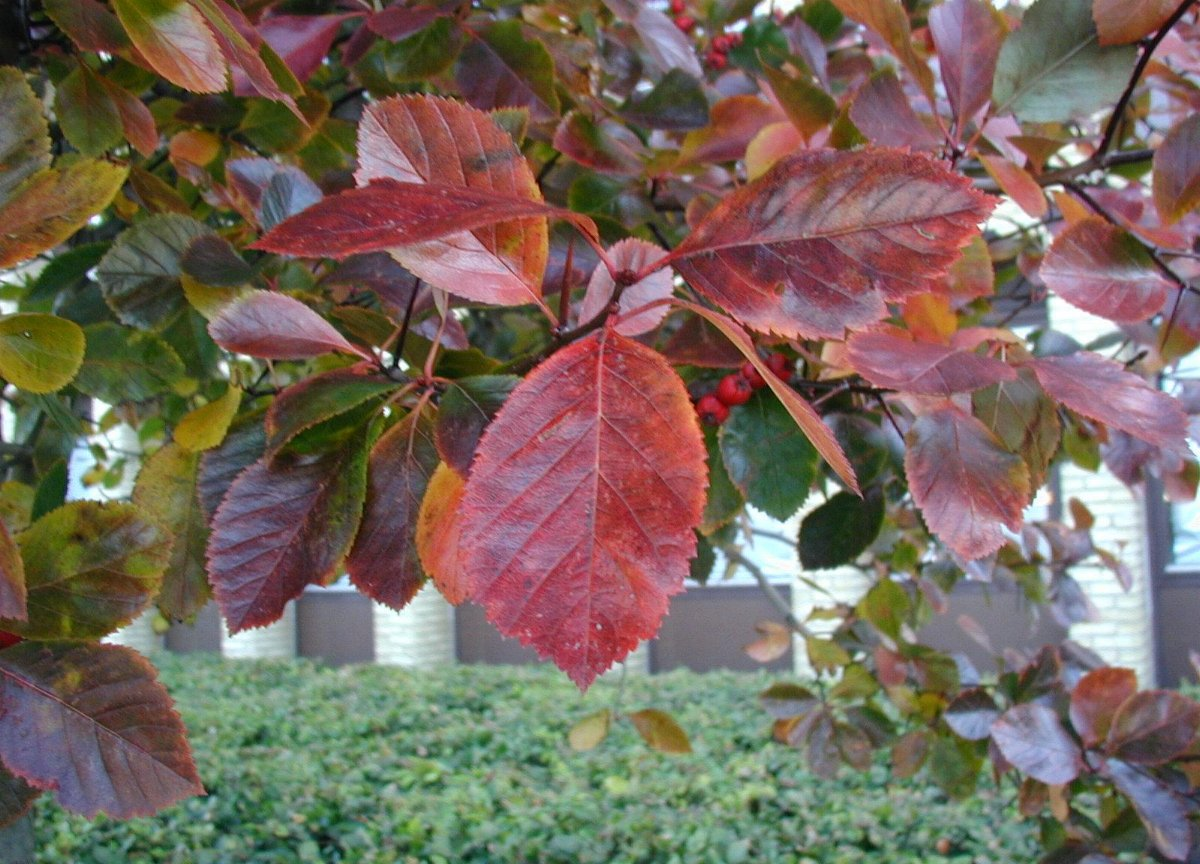
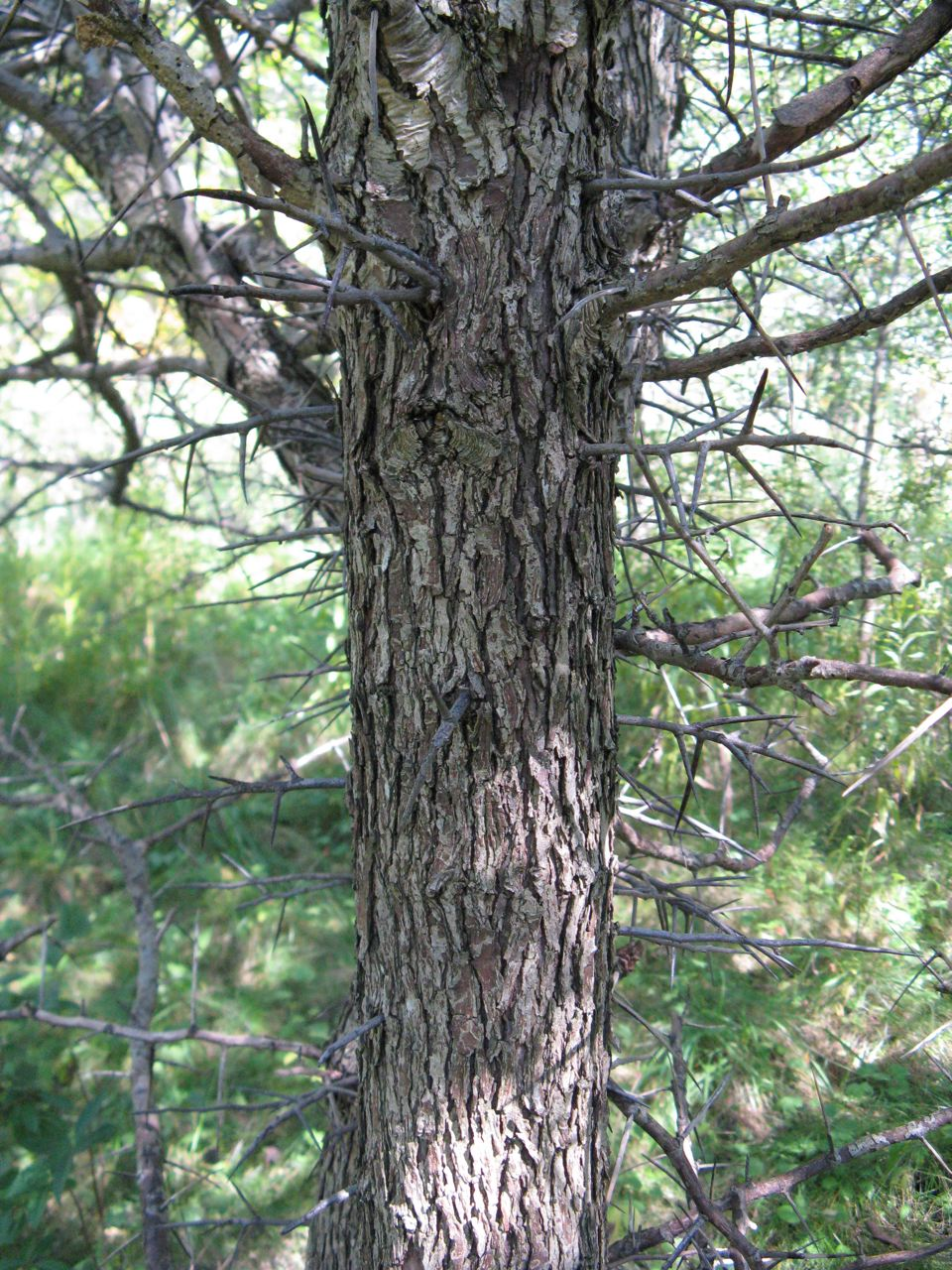